# Eupithecia cretata
Eupithecia cretata är en fjärilsart som beskrevs av George Duryea Hulst 1896. Eupithecia cretata ingår i släktet Eupithecia och familjen mätare. Inga underarter finns listade i Catalogue of Life.